# يوبي سوفت تورنتو
يوبي سوفت تورنتو (بالإنجليزية: Ubisoft Toronto)‏ أحد فروع شركة يوبي سوفت الفرنسية . تأسست الشركة في 2009 ومقرها تورنتو، أونتاريو، كندا ، وترأسته جيد رايموند منتجة أساسنز كريد . بدأ الأستوديو أعماله بتطوير الجزء الجديد من سلسلة سبلينتر سيل وهو توم كلانسي سبلينتر سيل: بلاكليست ليتم إصدار في 2013 .